# Hohenau (Oberdachstetten)
Hohenau (fränkisch: Han-aab) ist ein Gemeindeteil der Gemeinde Oberdachstetten im Landkreis Ansbach (Mittelfranken, Bayern). Hohenau liegt in der Gemarkung Mitteldachstetten.

## Geografie
Im Dorf entspringt das Tränkbächlein, ein rechter Zufluss der Fränkischen Rezat. 0,5 km südöstlich entspringt der Vogelbach, der ebenfalls ein rechter Zufluss der Rezat ist. Unmittelbar nördlich des Ortes liegt der Schloßbuck. Im Südwesten liegt das Waldgebiet Großer Lenker, 0,75 km westlich liegt das Rotholz, 1 km südöstlich erhebt sich der Eichelberg (481 m ü. NHN) im Hochholz.
Eine Gemeindeverbindungsstraße führt nach Mitteldachstetten (1,3 km nordöstlich) bzw. die Bundesstraße 13 kreuzend nach Obersulzbach (2,5 km südwestlich). Eine weitere Gemeindeverbindungsstraße führt direkt zur B 13 (0,3 km südlich).

## Geschichte
Der Ort wurde 1398 als „Hohenaib“ erstmals urkundlich erwähnt. Johann von Hohenlohe verkaufte diesen an die Burggrafschaft Nürnberg. Der Ortsname bedeutet bei der hoch gelegenen Aue. Von der ehemaligen Burg Hohenau auf dem Schlossbuck sind keine Reste erhalten.
Gegen Ende des 18. Jahrhunderts gab es in Hohenau 11 Anwesen. Das Hochgericht übte das brandenburg-bayreuthische Schultheißenamt Markt Bergel aus. Die Dorf- und Gemeindeherrschaft hatte das brandenburg-ansbachische Vogtamt Birkenfels. Alle Anwesen hatten das Fürstentum Ansbach als Grundherrn (Vogtamt Birkenfels: 2 Höfe, 2 Halbhöfe, 2 Häuser; Ansbacher Rat: 1 Hof, 2 Halbhöfe, 1 Köblergut, 1 Söldengütlein). Neben diesen Anwesen gab es noch kommunale Gebäude (Hirtenhaus, Brechhaus). Von 1797 bis 1808 unterstand der Ort dem Justiz- und Kammeramt Ansbach.
Im Rahmen des Gemeindeedikts wurde Hohenau dem 1808 gebildeten Steuerdistrikt Mitteldachstetten und der 1811 gegründeten Ruralgemeinde Mitteldachstetten zugeordnet. Am 1. Januar 1972 wurde Hohenau im Zuge der Gebietsreform in Bayern nach Oberdachstetten eingemeindet.

## Einwohnerentwicklung
| Jahr      | 001818 | 001840 | 001861 | 001871 | 001885 | 001900 | 001925 | 001950 | 001961 | 001970 | 001987 | 002006 | 002015 | 002019 |
| Einwohner | 74     | 81     | 77     | 76     | 79     | 77     | 72     | 104    | 66     | 61     | 54     | 74     | 66     | 68     |
| Häuser    | 16     | 16     |        |        | 14     | 16     | 13     | 13     | 13     |        | 12     |        |        |        |
| Quelle    | [ 14 ] | [ 15 ] | [ 16 ] | [ 17 ] | [ 18 ] | [ 19 ] | [ 20 ] | [ 21 ] | [ 22 ] | [ 23 ] | [ 24 ] |        | [ 25 ] | [ 26 ] |

## Religion
Der Ort ist seit der Reformation evangelisch-lutherisch geprägt und bis heute nach St. Maria (Obersulzbach) gepfarrt. Die Einwohner römisch-katholischer Konfession sind nach St. Dionysius (Virnsberg) gepfarrt.